# سانگ شوئه
سانگ شوئه (چینی: 桑雪؛ زادهٔ ۷ دسامبر ۱۹۸۴) شیرجه‌رو اهل چین است.
وی در مسابقات کشوری و بین‌المللی در مجموع برندهٔ ۲ مدال طلا شده‌است.